# Houdilcourt

Houdilcourt este o comună în departamentul Ardennes din nordul Franței. În 1 ianuarie 2022 avea o populație de 143 de locuitori.